# 加劳恩达
加劳恩达（Gharaunda），是印度哈里亚纳邦Karnal县的一个城镇。总人口30179（2001年）。

## 人口
该地2001年总人口30179人，其中男性16293人，女性13886人；0—6岁人口4204人，其中男2273人，女1931人；识字率66.91%，其中男性为73.60%，女性为59.06%。